# Greasemonkey
Greasemonkey es una extensión para el navegador Mozilla Firefox e Iceweasel que permite, por medio de pequeñas porciones de código creadas por usuarios, modificar el comportamiento de páginas web específicas. Con esta extensión es posible mejorar la experiencia de lectura de un sitio web, hacerlo más usable, añadir nuevas funciones a las páginas web, corregir errores, mejorar servicios de búsquedas y muchas otras cosas más.
Esta extensión no realiza ninguna de estas cosas por sí misma, para lograrlo es necesario instalar porciones de código llamadas user scripts que, por medio de JavaScript, realizan acciones muy concretas; muchas de estas porciones de código son creadas para sitios concretos, otras sirven para cualquier página web. Así, por ejemplo, el script Wikiproxy analiza sintácticamente la página web que se está viendo en el navegador para inyectar enlaces contextuales hacia la Wikipedia. 

## Equivalentes de Greasemonkey en otros navegadores
Greasemonkey está sólo disponible para Mozilla Firefox pero GreasemonkIE Archivado el 27 de enero de 2006 en Wayback Machine. permite hacer funcionar los "user scripts" en Internet Explorer sin coste alguno, al igual que Trixie. El navegador Opera desde la versión 8 permite la ejecución de las porciones de código generadas para ser usadas con Greasemonkey.
 El navegador Safari también tiene un complemento homólogo llamado Greasekit. El navegador Midori también soporta de manera nativa la mayoría de los scripts creados para Greasemonkey.  La extensión Greasemonkey para el navegador web (Epiphany) de GNOME es parte de Epiphany-extensions.
También hay opciones para servidor. Mousehole permite crear un proxy con la funcionalidad de GreaseMonkey.
Google Chrome implementó en febrero de 2010 soporte nativo para scripts de Greasemonkey.